# Pachrodema picea
Pachrodema picea är en skalbaggsart som beskrevs av Nonfried 1894. Pachrodema picea ingår i släktet Pachrodema och familjen Melolonthidae. Inga underarter finns listade i Catalogue of Life.